# Entoria
Entoria – postać z mitologii rzymskiej, córka italskiego pasterza Ikariosa, bohaterka podania związanego ze świątynią Saturna na Kapitolu. Geneza mitu jest niejasna, przypuszczalnie stanowi on rzymską przeróbkę greckiego opowiadania o Erigone.
Zgodnie z treścią mitu w zamierzchłych czasach bóg Saturn odwiedził pewnego razu mieszkającego w Lacjum pasterza Ikariosa. Uwiódł jego córkę Entorię, a jego samego nauczył uprawy winorośli oraz wyrobu wina, polecając mu podzielić się tą wiedzą z sąsiadami. Dziewczyna ze związku z bogiem wydała na świat czterech synów, noszących imiona Janus, Hymnus, Faustus i Feliks. Ikarios zgodnie z poleceniem bóstwa zaprosił swoich sąsiadów na ucztę, w trakcie której upili się oni winem i zasnęli. Po przebudzeniu, przekonani, że gospodarz chciał ich otruć, zabili go. Wnukowie Ikariosa z rozpaczy powiesili się.
W jakiś czas później w Rzymie wybuchła zaraza. Gdy Pytia orzekła, że jest to kara zesłana przez Saturna, niejaki Lutatius Catulus dla przebłagania boga wzniósł mu świątynię u stóp Kapitolu, ze stojącym przy niej ołtarzem ozdobionym wizerunkami twarzy czterech synów Entorii. Nazwał także pierwszy miesiąc roku Ianuarius. Rodzina Ikariosa została zamieniona przez Saturna w gwiazdy.